# Walentyna Białostocka
Walentyna Białostocka (zm. 1945) – polska „Sprawiedliwa wśród Narodów Świata”.

## Życiorys
W trakcie II wojny światowej mieszkała w Warszawie. Udzielała schronienia Żydom. W 1943 r. przygarnęła uciekinierkę z getta warszawskiego, która szukali schronienia po wybuchu powstania w getcie, Marię Bilewicz z d. Wagman. Pracowała u Białostockiej jako służąca, przebywając u niej aż do wybuchu powstania warszawskiego w 1944 r. Pani Białostocka udzielała schronienia także innym osobom pochodzenia żydowskiego, m.in. pisarzowi Marcinowi Sarnie i jego siostrze. Pomagała też dwóm kobietom z Chełma, a także sąsiadowi o nazwisku Weinryb, który był prawnikiem. Ukrywała również Ryśka Radziejowskiego i Mieczysława Nojara. Niestety, nie każdemu z podopiecznych Białostockiej udało się doczekać końca wojny. Ona sama także stała się obiektem zainteresowania Niemców. Została ujęta i przewieziona do obozu koncentracyjnego w Ravensbrück. Zmarła na krótko przed wyzwoleniem obozu w 1945 roku. 
17 września 1984 r. Instytut Jad Waszem uhonorował Walentynę Białostocką medalem „Sprawiedliwy wśród Narodów Świata”. 